# Larchmont
Larchmont är ett municipalsamhälle (village) i kommunen Mamaroneck i Westchester County i delstaten New York. Vid 2020 års folkräkning hade Larchmont 6 610 invånare.